# Z-10汉斯·洛迪号驱逐舰
Z-10“汉斯·洛迪”号（德語：Z 10 Hans Lody）是德国国家海军暨战争海军于1930年代中期建造的十六艘1934级驱逐舰的十号舰，得名于一战中在伦敦被处决的首位德国间谍、海军预备役中尉卡尔·汉斯·洛迪。该舰于1935年4月1日开始在基尔的日耳曼尼亚船厂铺设龙骨，1936年5月14日下水，至1938年9月13日交付使用。
1939年9月1日第二次世界大战爆发之初，Z-10号先是被派往封锁波兰海岸，但不久便被转移到北海布设防御性雷区。1939年末，该舰在英国海岸附近布设了多个进攻性雷区，造成9艘商船沉没，并在其中一次任务中摧毁了一艘英国驱逐舰。它于挪威战役的大部分时间里都处于维修状态，至1940年下半年才移驻法国，在当地参与了数次与英国舰艇的交战，并击伤另一艘驱逐舰。1940年末，Z-10号返回德国进行改装，并于1941年6月被作为德国入侵苏联的“巴巴罗萨行动”准备工作的一部分被转移到挪威。它在战役开始时花了一些时间在苏联水域进行破交巡逻，但总体上收效甚微。同年晚些时候，该舰又在北极为许多德国船队提供护航，然后于9月返回德国接受机械维修。
Z-10号于1942年中期重返挪威，但在7月因搁浅而严重受损，直到1943年4月才返回。它参加了德军攻击挪威北极圈以北的斯匹次卑尔根岛的“西西里行动”，然后在接下来的六个月里在挪威南部执行护航任务。该舰于1944年4月开始长时间的改装，在来年以前都无法投运。1945年4月，Z-10号在丹麦海域护送船队，5月则前往东普鲁士营救难民。该舰于战后被割让予英国皇家海军，在1949年被拆解报废之前，它先是被用作训练舰，后来又充当宿营船。

## 设计
Z-10“汉斯·洛迪”号的水线长和全长分别为114米和119米，有11.3米的舷宽以及最大4.23米吃水深度；其设计排水量为2,270吨，满载时则可达3,190吨。该舰由两台瓦格纳齿轮传动蒸汽轮机提供动力，各负责驱动一副直径为3.25米的三叶螺旋桨。蒸汽则由六台本森强制循环锅炉供应，这使得它在70,000匹軸馬力（52,000千瓦特）额定功率下的设计航速为36節（67每小時），但在海试期间曾实际以65,000匹軸馬力（48,000千瓦特）的功率达到37.8節（70.0每小時）。Z-10号最多可贮存752吨燃料油，理论上能够以19節（35每小時）的速度的巡航4,400海里（8,100），但实际它在运用过程中重心过高，30%的燃料必须作为压舱物保留在舰内。事实证明，19节航速时的有效行程仅为1,530海里（2,830）。舰只的标准船员编制为10名军官和315名水兵，在担任区舰队旗舰时还可额外增加4名军官和19名水兵。
该舰装备有五门127毫米34式速射炮，架设在带有炮挡的单装炮座上。其中舰艛的前后各有两门采用背负式布置，第五门则安装在后部舰艛的顶端，并从前到后编为1至5号。防空武器由安装在与后部烟囱并排的一对双联装炮座上的四门37毫米30式速射炮和六门单座20毫米30式高射炮组成。此外，该舰还在中心线上的两个四联装动力操纵式底座上安装有八具533毫米鱼雷发射管，每个底座配备一对重新装填装置。四个深水炸弹发射器则安装在艉后部甲板室的侧面，再辅以舰艉两侧的六具单装深水炸弹支架，合共可携带32或64枚炸弹。布雷轨道安装在后甲板，最多可贮存60枚水雷。作为探测潜艇的工具，舰上也搭载有一套称为“群听装置”的被动式水听器，而被称为“S装置”的主动式声纳系统则按计划于1940年2月安装。
战争期间，该舰的轻型防空武器装备也得到了多次增强。1941年，经改良的20毫米38式炮取代了原来的30式炮，并额外加装了三门。艉部遮蔽甲板上的两门炮被替换为一个20毫米的四联装底座，这可能是在1942年中期完成。在1944－1945年的改装期间，Z-10号接受了“芭芭拉”防空改装计划，替换了全部既有的37毫米炮和大部分20毫米炮。它保留了四联装底座，其余的防空武器自此还包括双联装的七门37毫米42式高射炮和双联装的三门20毫米炮。

## 历史
Z-10“汉斯·洛迪”号得名于一战期间以间谍罪被英国处决的德意志帝国海军预备役中尉卡尔·汉斯·洛迪。它于1935年1月9日由德国国家海军所订购，自同年4月1日开始在基尔的日耳曼尼亚船厂铺设龙骨，建造序列为536。该舰于1936年5月14日下水，至1938年9月13日交付使用。随后，Z-10号被编入第8驱逐支舰队服役，并在其首任舰长、海军少校卡尔-耶斯科·冯·普特卡默的指挥下参加了1939年5月30日为秃鹰军团归国而举行的庆祝活动。
当第二次世界大战爆发时，Z-10号最初被部署在波罗的海对抗波兰海军并执行对波兰的封锁，但不久便被转移到德意志湾，与其姊妹舰一同在那里布设防御雷区。在9月4日装填水雷过程中，其舰上的一枚水雷发生爆炸，造成两名船员死亡、另有六人负伤，舰艉也受到轻微损坏。该舰随后转往斯卡格拉克海峡巡逻，以查验来往的中立国船舶是否有搭载违禁品，惟在10月底遭遇的一场风暴中又有一人落水身亡、三人受伤。11月18日至19日晚，支舰队司令、海军中校埃里希·拜率领他的旗舰Z-15“埃里希·施泰因布林克”号、Z-16“弗里德里希·埃科尔特”号和Z-10号前往亨伯河口附近布设雷区，导致七艘、共计38,710总吨的船舶沉没，其中包括万吨级的波兰远洋客轮毕苏斯基号。
同年12月6日上午，拜中校此时将Z-10号作为其旗舰，与Z-11“贝恩德·冯·阿尼姆”号和Z-12“埃里希·吉泽”号一同离开港口，前往克罗默附近布设雷区。Z-11号途中出现了严重的锅炉问题，于下午晚些时候受命返回港口，而另外两艘则继续执行任务。当接近目的地时，它们在黑暗中发现了几艘敌舰，包括驱逐舰朱诺号和泽西号，但对方并未察觉。两艘德国驱逐舰在布下水雷后撤退期间，于8,000米的范围内再次发现了英国两艘驱逐舰，遂驶近以攻击。当双方距离降至4,600米时，Z-10号向英国的领头舰朱诺号发射了三枚鱼雷，而Z-12号则向泽西号发射了四枚鱼雷。前者的鱼雷未能击中目标，但吉泽号的一枚鱼雷命中了泽西号的艉部鱼雷架。鱼雷引爆了一个燃料油箱并引发大火。两艘英舰都没有发现德国人的存在，它们继续前行，惟朱诺号随后转身为其姊妹舰提供协助。共有两艘、总计5,286吨的英国船舶在这片雷区中沉没。Z-10号于12月9日开始在威悉明德进行改装，直到1940年5月22日才完工。

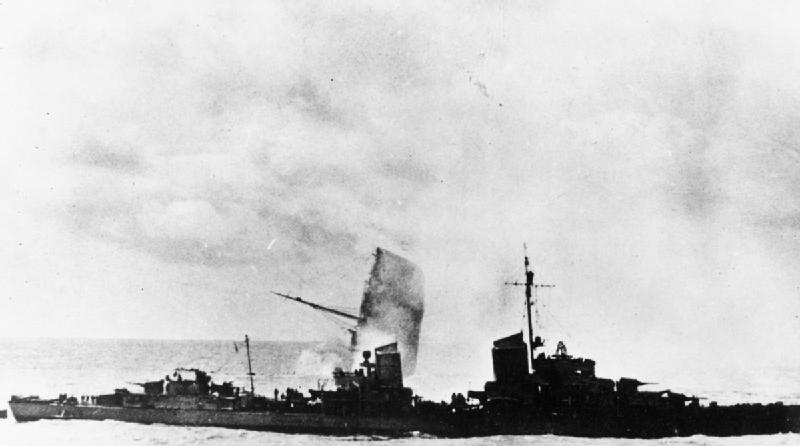
1940年6月8日，Z-10号停下来营救奥拉马号运兵船上的幸存者。可以见到后者的船艏在驱逐舰后方的水面上升起

6月，Z-10号奉命在“朱诺行动”中为战列舰沙恩霍斯特号、格奈森瑙号以及重巡洋舰希佩尔将军号提供护航。该行动计划袭击挪威的哈尔斯塔，以减轻德国在纳尔维克驻军的防守压力。相关舰艇于6月8日出击，沿途相继击沉了盟军的运兵船奥拉马号（Orama）、油轮油先锋号（Oil Pioneer）和武装拖网船刺柏号，并由Z-10号对其中的前两艘完成“致命一击”。由于天气恶劣，行动指挥官、海军中将威廉·马沙尔命令希佩尔将军号和全部四艘护航驱逐舰前往特隆赫姆，并于6月9日上午抵达。两艘战列舰则继续出击，击沉了英国航空母舰光荣号及其两艘护航驱逐舰，但沙恩霍斯特号也在交战中被阿卡斯忒号驱逐舰发射的鱼雷严重击伤。该舰遂由Z-10号、Z-7“赫尔曼·舍曼”号和Z-15号护送回国接受维修。Z-10号曾在6月13日的空袭中受到轻微损坏，但一周后又重新投运。它及时重返挪威，以掩护严重受损的格奈森瑙号于7月25日回到基尔，但在途中与战列舰发生了轻微碰撞。
Z-10号于9月9日调往德占法国，为计划入侵英国的“海狮行动”做准备。该舰此时以布雷斯特为基地，于9月28日至29日夜间在法尔茅斯湾协助布设雷区，致使五艘、共计仅2,026总吨的船舶在这片雷区沉没。在10月10日英国皇家空军对布雷斯特的空袭中，Z-10号受到炸弹碎片和扫射的轻微损害，在袭击中造成两名船员阵亡、七人受伤。10月17日，拜中校率领Z-10号和另外四艘驱逐舰向西南航道出击，遭到一支由两艘轻巡洋舰和五艘驱逐舰组成的英国部队拦截。英国人在极远的距离开火，面对远程鱼雷群射和德国空军轰炸机的攻击，它们被迫脱离交战，未能击中任何德舰。11月24日至25日的晚上，Z-10号与Z-4“理夏德·拜岑”号和Z-20“卡尔·加尔斯特”号从布雷斯特出击，前往兰兹角地区。途中，它们在狼礁西南遇到了几艘渔船，并与对方交火，但收效甚微。德国人随后发现了一支由三艘商船组成的小型护航船队，遂分别击沉和击伤其中的两艘。炮火的闪光惊动了英国第5驱逐区舰队的五艘驱逐舰，但后者无法在黎明前赶来拦截德国驱逐舰。三天后，德舰再次向同一地区出击。他们遇到了两艘拖船和一艘驳船，但只击沉了前者中的一艘和驳船，总计424总吨。这一次，第5驱逐区舰队于11月29日06:30左右拦截了这些舰只。德国人率先开火，每艘驱逐舰发射了四枚鱼雷，其中仅两枚来自Z-10号的鱼雷击中了他们的目标——英国同行标枪号。标枪号两端中雷，炸毁了舰艏和舰艉，但英国人仍可将其拖曳回港。Z-10号在交战过程中被两枚2磅40毫米炮弹击中，但没有伤亡。该舰于12月5日返回德国，在威悉明德接受整修，一直持续到1941年4月。

### 1941－1942年
5月19日至22日，Z-10号是战列舰俾斯麦号和重巡洋舰欧根亲王号出击进入北大西洋期间，从阿科纳角至特隆赫姆航段的护航舰之一。次月，该舰又负责护送试图突破英国封锁的装甲舰吕措号从基尔前往挪威。几架英国博福特式鱼雷轰炸机在途中发现了吕措号及其护航舰，其中一架于6月13日清晨出其不意地发射鱼雷击中装甲舰，迫使其返回德国进行维修。Z-10号随后于7月被派往挪威的希尔克内斯。作为此时第6驱逐区舰队的一份子，它参加了7月12日至13日的一次出击，击沉两艘苏联小型舰艇，但消耗了八成的弹药。7月22日该舰本应参与的另一次出击则因冷凝器问题而被迫退出。7月29日，当英国航空母舰胜利号和暴怒号袭击佩察莫和希尔克内斯时，第6区舰队尚在遥远的东方，无法赶在英国舰只离开该地区之前拦截它们。德国驱逐舰群还于8月9日闯入科拉湾，击沉了一艘苏联小型巡逻艇。该区舰队此时主责为特罗姆瑟和希尔克内斯之间的船队提供护航；在其中一次任务中，英国潜艇三叉戟号在有驱逐舰在场的情况下仍击沉了两艘德国运兵货船——劳拉湾号（Bahia Laura）和多瑙二号（Donau II）。Z-10号向三叉戟号投掷深水炸弹，没有产生明显效果，但从两艘船上救出了38名幸存者。该舰于9月27日启程返回德国修理锅炉。
维修完成后，它于1942年5月15日至20日为前往特隆赫姆的吕措号提供掩护，并在途中在斯卡格拉克海峡布下了雷区。6月初，Z-10号的一个阀门因保持开启状态而导致右舷轮机舱进水，需要两周的时间来修复。在“跳马行动”中，该舰是被指派护送战列舰提尔皮茨号的四艘驱逐舰之一，试图袭击前往苏联的PQ-17号北极护航船队。7月2日，这些舰只从特隆赫姆出发展开第一阶段行动，但有三艘被派往护航提尔皮茨号的驱逐舰——包括Z-10号都在黑暗和浓雾中搁浅，被迫返回港口进行维修。经过临时维修后，它于7月25日被拖回基尔接受永久性修复。三天后，它们遭到了三架英国博福特式鱼雷轰炸机的攻击，但没有造成任何影响。海军少校卡尔-阿道夫·岑克尔于8月接过舰只的指挥权。造船厂估计Z-10号的的修复时间为六个月或更长，由于维修不符合经济性原则，战争海军曾认真考虑过让其退役，但最终还是接受继续修复。

### 1943－1949年
到1943年，该舰已经安装了FuMO-21型搜索雷达。在1943年2月15日的海试期间，舰上的锅炉舱发生火灾，使维修工作直到4月22日才完成，然后它被重新部署至挪威。9月，Z-10号参与了“西西里行动”，负责运送第230步兵师第349掷弹兵团的部队，并连同由另外八艘驱逐舰护航的战列舰提尔皮茨号和沙恩霍斯特号一起，摧毁挪威在斯匹次卑尔根岛上的盟军设施。这次行动虽然取得了成功，但主旨是为了提振驻扎在北极的舰艇士气，因为燃料短缺限制了它们的活动，而盟军在五周后便重建了设施。随后的六个月里，Z-10号及其姊妹舰们在挪威南部的斯卡格拉克海峡入口处布设雷区，并为进出挪威的船队提供护航。1944年4月底，它奉命前往基尔进行长时间的改装，一直持续到1945年2月。在此期间，该舰的雷达还被替换为更新的FuMO-24型，其前桅也被重建成门柱形状，以便6×2米宽的天线能够完全旋转。舰身后部烟囱平台上的探照灯则由一台FuMO-63“霍恩特维尔”K型雷达取代。改装工程完结后，Z-10号于4月5日被指派在斯卡格拉克海峡执行护航任务。一个月后，它从哥本哈根出发，前往东普鲁士的赫拉半岛撤离难民；5月7日返回时，舰上共接载了约1,500人。该舰翌日驶往基尔，并于5月9日退役。
5月10日，英国皇家海军接管了Z-10号，并将其驶往英国控制下的威廉港，以等待盟军就如何处置被俘的德国军舰进行分配。它于1945年底被分配予英国，并于1946年1月7日抵达朴茨茅斯，在那里获得了R38的舷号，后又改为H40号。该舰最初是用来让英国人熟悉其高压锅炉的，至同年10月起则被安置在南安普敦充当宿营船。1949年7月17日，Z-10“汉斯·洛迪”号最终被拖到桑德兰拆解报废。